# Гіпсометрія
Гіпсоме́трія (англ. hypsometry; нім. Hypsometrie f) — метод відображення на географічних картах рельєфу земної поверхні та залягання поверхні контакту покладу корисної копалини з вмісними породами за допомогою горизонталей або ізогіпс.